# Je lutte donc je suis
Pour plus de détails, voir Fiche technique et Distribution.
Je lutte donc je suis est un documentaire de Yannis Youlountas sorti en septembre 2015. Le titre est construit sur l'aphorisme de René Descartes Cogito ergo sum (Je pense donc je suis). Il a reçu deux récompenses.

## Synopsis
En Grèce et en Espagne, le film fait un tour d'horizon des luttes qui soufflent en Europe contre la résignation et les politiques d'austérité. Il s'agit d'un voyage en musique, d’un bout à l’autre de la Méditerranée, à la rencontre de résistances, de terres en luttes et d’utopie,.

## Fiche technique
- Réalisation : Yannis Youlountas
- Scénario : Maud et Yannis Youlountas
- Coproduction :
- Traductions :
- Musiques : Manu Chao, Angélique Ionatos, Léo Ferré, Serge Utgé-Royo, Killah P (Pávlos Fýssas), Alessandro Di Giuseppe[4]...
- Coordination, diffusion : Maud Youlountas et Anepos
- Durée : 88 minutes
- Format : 16/9

## Intervenants
Les personnes intervenant à l'écran sont dans leur propre rôle.
- Diego Cañamero Valle, activiste et syndicaliste andalou.
- Gabriel Colletis, professeur d'économie à l'université Toulouse-I-Capitole.
- Juan Manuel Sánchez Gordillo, homme politique andalou, maire de Marinaleda, syndicaliste et professeur d'histoire.
- Angélique Ionatos, chanteuse grecque.
- Stathis Kouvélakis, enseignant en philosophie politique au King's College de Londres, ancien membre du comité central de SYRIZA.
- Dimitris Papachristos, journaliste grec, figure de l'insurrection de novembre 1973 contre la dictature des Colonels : « Lui, c’est le héros national qui, en 1973, a chanté l’hymne national grec au micro quand les chars de la junte tentaient de rentrer dans l’École polytechnique. Un symbole de la résistance »[5].
- Dimitris Poulikakos (en), acteur et chanteur grec, opposant à la dictature des Colonels.
- Éric Toussaint, cofondateur du réseau international du Comité pour l'Annulation de la Dette du Tiers Monde et coordinateur de la Commission pour la Vérité sur la Dette grecque en 2015.

## Sélections Festivals
Diffusé en dehors des grands réseaux d'exploitation cinématographique, le film est accueilli par de nombreuses salles, lieux et festivals militants et indépendants en France et à l'étranger,,.
- 12e festival Terres de résistances, Martigues, 3-6 septembre 2015[9]
- Festival Rencontres AD HOC, Mirabel et Blacons, 9-13 septembre 2015[10]
- Festival du Livre et du film, Mouans-Sartoux, 2-4 octobre 2015[11]
- 5e festival du Documentaire Politique et Social, Merlieux-et-Fouquerolles, 7-8 novembre 2015[12]
- 15e festival Cinéma Méditerranéen, Bruxelles, 4-11 décembre 2015[13]
- 7e festival du film militant et libertaire, Chambéry, 16-17 janvier 2016[14]
- 3e ciné festival Terre et Avenir, Salon de Provence, 20-27 janvier 2016[15],[16]
- Festival Mémoires de Résistance, Digne-les-Bains, 27-30 janvier 2016[17]
- Festival 1,2,3 Soleil, Châteaubriant, 28 février-7 mars 2016[18]
- Festival Diversité, Bourgogne-Franche-Comté, 23 mars-8 avril 2016[19]
- 8e festival de Saint-Martin, Saint-Martin-de-Valamas, 25 mars-5 avril 2016[20]
- 10e festival ciné d'ATTAC, Mont-de-Marsan, 29 mars-2 avril 2016[21]
- 10e festival du film antifasciste, Reims et Épernay, 3-18 mai 2016[22]
- Festival Origines, Vernoux-en-Vivarais et Valence, 3 juin-3 juillet 2016[23]
- 7e festival Images et palabres, Tailhac, 8-10 juillet 2016[24]
- 20e édition du festival de films Résistances, Foix, 8-16 juillet 2016[25]
- 7e festival international pour la démocratie directe, Thessalonique, 7-9 septembre 2016
- 7e festival international du cinéma, Alger, 1er-8 décembre 2016[26],[27]

## Autour du film
Le film est disponible sous une licence libre, la licence Creative Commons 3.
Le 21 août 2015, le film est dévoilé pour la première fois au public, lors d'une projection d'extraits pour les 600 membres du 52e congrès de l'ICEM-Pédagogie Freinet à Aix-en-Provence. L'accueil est tel que le congrès adopte la devise « Je lutte donc je suis ». Le journal L'Humanité titre son reportage : « Les militants Freinet défendent l'école du Je lutte donc je suis. »
Le 2 avril 2016, le film reçoit le prix Ciné d'ATTAC 2016 (Grain de sable d'or) à Mont-de-Marsan.
Le 19 avril 2016, le film est projeté dans le cadre de la Nuit debout nîmoise.
Durant le printemps de lutte contre la Loi Travail en France, alors que le film est régulièrement et gratuitement projeté sur des places et dans des lieux occupés, le slogan « Je lutte donc je suis » est souvent tagué sur les murs,[source insuffisante], parmi les principaux tags (de même que le slogan « Ne vivons plus comme des esclaves », également inspiré par les luttes en Grèce).
Le 4 octobre 2016, le film reçoit la distinction de Film solidaire par la Ligue des Droits de l'Homme à Orly, pour son soutien financier et ses actions dans une trentaine d'espaces autogérés en Grèce et en Andalousie, parfois aux côtés du Collectif solidaire France-Grèce pour la santé.

## Critique
- Reporterre : « Sans sortie nationale ni campagne de publicité, mais avec une tournée à travers la France qui rencontre un franc succès, le réalisateur prouve aussi qu’il est possible de faire du cinéma autrement. [...] Le réalisateur nous offre une émouvante et stimulante plongée dans le quotidien de femmes et d’hommes qui ont refusé de subir et sont entrés en résistance, chacun à leur manière. Le film passe rapidement, trop rapidement peut-être, sur ces différentes initiatives, ce qui laisse un sentiment de frustration devant ce qui ressemble parfois à un zapping des luttes. [...] Le film est précieux car il rend désirable l’idée de lutte à une époque anesthésiée par la peur du conflit. Il montre qu’elle est joyeuse et fertile, qu’elle crée des liens puissants entre celles et ceux qui la vivent et révèle le pouvoir et l’intelligence collective qui sommeillent en nous. »[37]

## Galerie de photographies

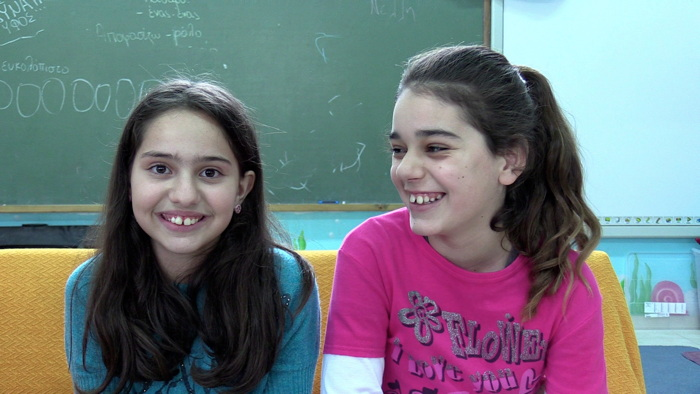
Constantine et Amour, deux jeunes personnages du film, à Fourfouras (Crète).
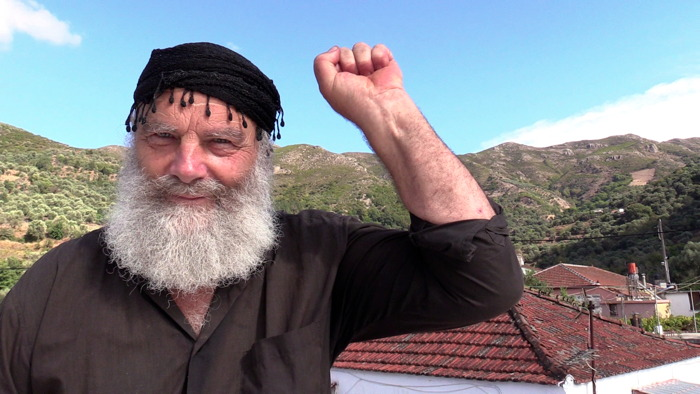
Fragkos, un personnage du film, à Paleia Roumata (Crète).
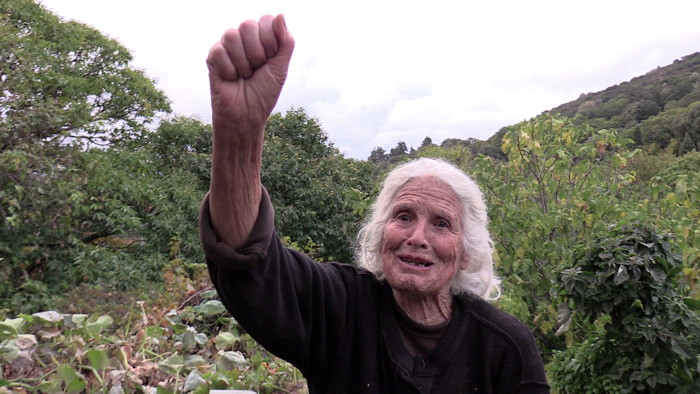
Kriti, un personnage du film, à Paleia Roumata (Crète).
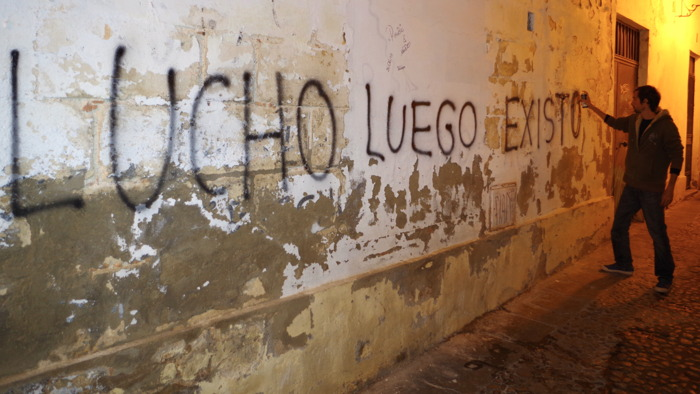
Tag Lucho luego existo (castillan), à Jerez de la Frontera (Andalousie).
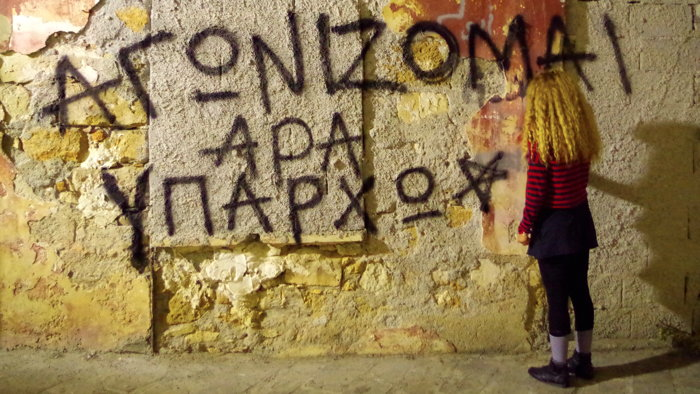
Tag Je lutte, donc je suis en grec, à La Canée (Crète).